# 真・女神転生 デビルチルドレン 白の書
『真・女神転生 デビルチルドレン 白の書』（しん・めがみてんせい デビルチルドレン しろのしょ）は、2001年7月27日にアトラスより発売されたゲームボーイカラー専用ゲームソフト。

## 概要
前作『真・女神転生 デビルチルドレン 黒の書・赤の書』の数か月後を舞台にしている。
エリアマップの変更や合体方式は新規の物に加えて前作のシステムが採用されていたりしている。PS版『黒の書・赤の書』のデビルのグラフィックは本作に準拠している。

## ストーリー
10年前、赤子の時のマサキとタカハルは同じベッドに居た。そこでキューピットのパクがタカハルにエンゼルチルドレンの力を与えて、インプのハーミルはマサキにデビルチルドレンの力を与えた。10年のときが流れて天使たちが魔界侵略の行動に移る。

## 登場人物

### 主要人物
マサキ / 葛羽 将来（クズハ マサキ / デフォルト名 / 変更可）
声 - 神谷浩史（CM）
本作の主人公。陽気な性格。自由な発想と好奇心が旺盛な為、羽目を外すこともしばしば。デビルチルドレンに選ばれているが、パクの手違いによってエンゼルチルドレンの力も備わっている。人間、悪魔、天使の3つの力が備わっており、ホシガミを救った「大いなる力」そのものとなった。
クレイ（デフォルト名 / 変更可）
マサキのパートナー。種族はキマイラ。真面目な性格の持ち主。
タカハル / 王城 嵩治（オウギ タカハル / デフォルト名 / 変更可）
マサキの親友。冷静な性格で、マサキよりも学校の成績は高い。マサキいわくセンチでロマンチストらしい。エンゼルチルドレンとして選ばれている。
レイ
タカハルのパートナー。種族はフェニックス。クレイとは仲が悪い。
パク
キューピット。失敗が多い。ラグエルの命令で赤子の時のタカハルにエンゼルチルドレンの資格を与えたが、思わぬトラブルを起こす。語尾に「〜す」とつける。
ハーミル
インプ。気が強いデビル。マサキにデビルチルドレンの資格を与える。マサキに天使の力を与えてしまったパクに協力するなど面倒見が良い一面も持っている。

### 魔界関係者
セト
大地の魔界に住むデビル。イシスの弟。マサキの邪魔をする。
モーロック
大地の魔界に住むデビル。マサキの邪魔をする。
カーリー
風の魔界に住む女バラモン。天使達に娘を人質に取られており、やむなくマサキと敵対する。戦闘形態になると禍々しい姿に変貌する。
キングフロスト
氷の魔界の支配者。穏和でタカハルの妹を救うため来たマサキに薬を渡すが、このことが仇となり天使達に氷の魔界が攻め込まれて捕まる。

### 天界関係者
ラグエル
天使達のリーダー。タカハルを人間達の指導者に仕立て上げる事で世界を規則で溢れさせようと目論んでいた。また、魔界侵略も考えていた。当初はマサキとタカハルの絆を引き裂こうとしていたが、マサキが「大いなる力」そのものだと知り、タカハルを見切りさらにマサキに話を持ちかけた。最終的には自身を生贄にしてジャシンを復活させた。
ナタナエル
かつて天界に住んでいた天使だが、ラグエルの世界のあり方に疑問を持ち天界から離れる。現在は風の魔界の風の神殿に住んでいる。マサキに悪魔の力を与える事を決めた張本人である。
ホウオウ
グラスフィールドにある祈りの塔に住む人物。マサキが天界でも力を存分に発揮する事に疑問を感じている。
フルフル
クリスタルリング第1関門「サファイアフォート」の番人。鹿の様な姿をしている。
ムルムル
クリスタルリング第2関門「ムーンストーンベース」の番人。天使では珍しく好戦的な性格の持ち主。
マルコキアス
クリスタルリング第3関門「ゴールデン・ヘッド・クォーター」の番人。マサキの能力に疑問を持っていた。

### 世界創造関係者
ホシガミ
前作に登場した創造神。ジャシンとの戦いで打ち勝った力を人間、悪魔、天使の3つの種族に分けあたえた。
ジャシン
本作の最終ボス。かつてホシガミと戦ったことのある破壊神。現在は天界のアルティミアにて封印されていたが、マサキに追い詰められたラグエルが自身の命を捧げた事によって復活する。

### デビル達と天使達
ルシファー
セントラルランドの支配者で、魔界の支配者でもある。
ラハブ
風の魔界で登場。「ラジエルの書」をマサキに渡す。
ソウタ
前作『赤の書』に登場したラタトスク。最初に戦う敵。
イシス
前作に登場したサンドランドの女王。今回は大地の魔界の女王として登場。マサキに進むべき道を示す。
ウリエル
前作『黒の書』に登場した天使。

### その他の人物
ショウ / 王城 翔（オウギ ショウ）
タカハルの妹。デビルに傷つけられて意識不明となるが、中盤で意識を取り戻す。
ゼット / タカジョー・ゼット
前作に登場したディープホールに住む「ゼブル」の仮の姿。マサキに数々の助言をする。
セツナ / 甲斐 刹那（カイ セツナ）
前作の『黒の書』の主人公。デビルチルドレンの少年で、マサキとタカハルに協力する。
クール
セツナのパートナーであるケルベロス。
ミライ / 要 未来（カナメ ミライ）
前作の『赤の書』の主人公。デビルチルドレンの少女で、マサキとタカハルに協力する。
ベール
ミライのパートナーであるグリフォン。

## 舞台

### 地上界
原宿
マサキとタカハルが住んでいる町。

### 魔界
今作では4種類の魔界が存在する。
大地の魔界
砂漠に囲まれた魔界。支配者はイシス。
風の魔界
自然に囲まれた魔界。
氷の魔界
前作のアイスランドを思わせるような魔界。支配者はキングフロスト。
セントラルランド
前作のセントラルランドと違い禍々しい魔界になっている。
ディープホール
悪事を働いたデビルが投獄される世界。下に行くほど強いデビルに遭遇する。

### 天界
天使たちが住む世界。デビルチルドレンとデビルは天界に来ても力が発揮できない。
グラスフィールド
プレイヤーが天界で最初に来る緑豊かな場所。
クリスタルリング
天界の防衛線とも言うべき場所であるが、町もある。
コスモシティ
天界の中心で多数の建築物に囲まれた世界。ラグエルが住むエタニティパレスがある。
アルティミア
天界で管理されている異質な場所。エタニティパレスの最奥部にここに通じるゲートが存在し、ここからしか行けない（クリア後はゲートから行くことが可能）。ここではホシガミに敗北したジャシンが封印されている。

## 用語
デビル
多種多様な種族と姿形が存在する異形の存在。自由奔放に生きるものが多い。
天使
人間に白い羽が生えている存在。性格は規則を厳守すること。
大いなる力
劣勢に立たされたホシガミを救った力。ホシガミはこの力を使いジャシンに打ち勝った。また、大いなる力を3つに分けて人間、悪魔、天使に与えた。

## システム
パワーユニット
デビライザーおよびキングライザーに新たな力を入れることができるが、入れる数は限られている。
赤外線合体
リモコン（テレビやラジオなど）を使って合体時に何らかの影響を受けさせる。但し、赤外線合体ができる場所はディープホールのみ。この合体でしか現れないデビルが存在する。
パートナーチェンジ
マサキのパートナー「クレイ」とタカハルのパートナー「レイ」を交換させてクレイの力では通れない所をレイの力で通れるようにする。また、ゲームクリア後ではミライのパートナー「ベール」とセツナのパートナー「クール」も交換できるが、マサキのパートナーがクレイでなければ交換できない。パートナーを交換し、合体でのみランクアップすることも可能（パートナーのレベルの上げ方と同様）。

### 変更点
- デビルの一部がグラフィック変更。
- 6つの魔界ではなく4つの魔界になっている。
- 交渉にデビルチルドレンかと質問される事と、気に食わない仲魔が居るためその仲魔を別れさせたら仲魔になることが追加された。
- 『黒の書』のみでしかできなかった「合体事故」と『赤の書』でしかできなかった「ランクアップ」が『白の書』では両方できる。

## スタッフ
- プロデューサー - 岡田耕始
- ディレクター - 柴田達二郎、中村陽子
- プランナー - 石岡信寛、のぐちひろよし
- シナリオ - 志羽貴司
- キャラクターデザイン - 前田和香
- デビルデザイン - 前田和香、岩永悦宜、小原辰也、インティ・クリエイツ、沖田香織、北野誠、塩哲、白石恵、須藤正喜、高島志郎、和田和久 他
- プログラマー - 穴澤健史、つまがりたつよし
- デビルグラフィック - 波多野百合、後藤華、いけざわたつき
- キャラクターグラフィック - かまたゆうき、後藤華
- イベントグラフィック - 高橋伸明、照喜名隆充
- バトルエフェクト - 高橋伸明
- マップグラフィック - かまたゆうき、いとうちはる、板倉耕一
- サウンド - T's Music（濱田智之、藤木学）
- グラフィックスーパーバイザー - 金子一馬